# Medaglia commemorativa per il giubileo dei 100 anni dalla nascita di Vladimir Il'ič Lenin
La medaglia commemorativa per il giubileo dei 100 anni dalla nascita di Vladimir Il'ič Lenin è stata un premio statale dell'Unione Sovietica.

## Storia
La medaglia venne istituita il 5 novembre 1969.

## Assegnazione
La medaglia veniva assegnata:
- per lavoro valente: ad agricoltori, specialisti dell'economia nazionale, dipendenti delle istituzioni e delle organizzazioni pubbliche, scienziati e personalità della cultura, che fossero i più alti esempi di lavoro in preparazione dell'anniversario di Lenin, a coloro che avessero preso parte attiva nella lotta per la creazione del potere sovietico o per la protezione della patria o che avessero dato un contributo significativo con il loro lavoro alla costruzione del socialismo in URSS e a quanti avessero aiutato il partito ad educare le giovani generazioni con l'esempio personale e le attività sociali;
- al valor militare: ai soldati dell'esercito sovietico, ai marinai della Marina Militare, alle truppe del Ministero degli Interni, alle truppe del Comitato Statale per la sicurezza del Consiglio dei Ministri dell'URSS che avessero dimostrato ottime prestazioni in combattimento e nella formazione politica, buoni risultati nella gestione e manutenzione alla prontezza al combattimento in preparazione dell'anniversario di Lenin;
- a leader stranieri: leader e attivisti stranieri del movimento comunista.

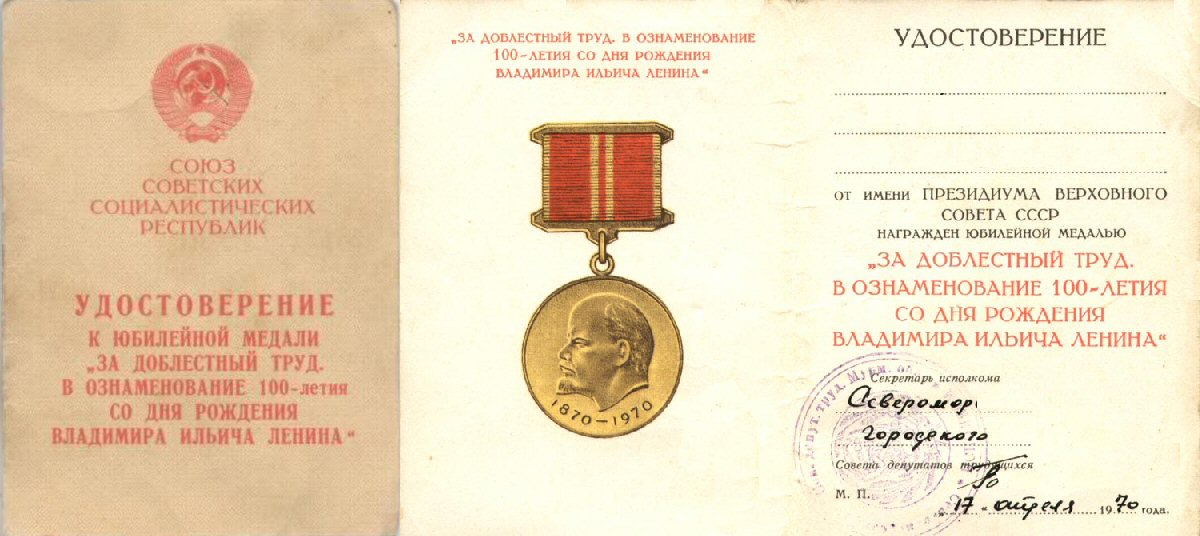
Documento di attestazione.

## Insegne
- La medaglia era di ottone. Il dritto raffigurava il busto di Vladimir Il'ich Lenin con sotto le date "1870" e "1970". Il rovescio portava al centro l'iscrizione "PER COMMEMORARE IL CENTESIMO ANNIVERSARIO DI V. I. LENIN" (Russo: «В ОЗНАМЕНОВАНИЕ 100-ЛЕТИЯ СО ДНЯ РОЖДЕНИЯ В. И. ЛЕНИНА»), sopra la scritta vi erano falce e martello e sotto una stella a cinque punte. La scritta lungo la circonferenza cambiava a seconda della categoria di assegnazione: sulla variante per lavoro valente vi era la scritta "PER LAVORO VALENTE" (Russo: «ЗА ДОБЛЕСТНЫЙ ТРУД»); sulla variante al valor militare vi era la scritta "PER VALORE MILITARE" (Russo: «ЗА ВОИНСКУЮ ДОБЛЕСТЬ»); sulla variante per stranieri tale iscrizione era omessa.
- Il nastro era rosso con sottili bordi gialli e con due strisce centrali pure gialle.

| Rovescio per lavoro valente | Rovescio al valor militare | Rovescio per stranieri |
|                             |                            |                        |